# ジャマイカ・クレオール語
ジャマイカ・クレオール語は、英語とアフリカの言語をベースにしたクレオール言語である。特にジャマイカにおいて、またジャマイカ系移民によって使用される。ジャマイカ英語、あるいはラスタファリアンの英語使用とは異なる。
局地的にはパトワ (Patois, Patwa) とも、あるいは単にジャマイカ語とも呼ばれる。日本においてはパトワ語と呼ばれる場合もある。

## 概説
この言語は17世紀のクレオール化の過程に由来している。単純に言うと、西アフリカと中央アフリカの人々が、奴隷化によって交渉をもたらされたことにより、ヴァーナキュラー（自国語）と方言のイギリス英語（アイルランド語あるいはスコットランド語の変種の影響も含む）を獲得し、母語化した結果と考えられる。ジャマイカ・クレオール語は、言語学上はポスト・クレオール化口語連続性 (Post-creole speech continuum)、あるいは言語学的連続性と呼ばれている。通常ジャマイカ人自身はこれらの言語を「パトワ」と呼んでいるが、この呼称について言語学的には正確な定義はない。
ジャマイカ語を話すジャマイカ系移民のコミュニティは、マイアミ、ニューヨークシティ、トロント、ハートフォード、ワシントンD.C.、ブラジル、ニカラグア、コスタリカ、パナマのカリブ海沿岸、ロンドンに存在する。その中層方言的な形式は、下層方言的なベリーズ・クレオール語と似ていて、双方にはっきりと共通している言語変種は、18世紀にジャマイカのマルーン（逃亡奴隷）の子孫によって島に持ち込まれたコロンビアのサンアンドレス諸島で見出せる。ジャマイカ・クレオール語はほとんどが口語として存在している。ジャマイカの書き言葉としては標準的なイギリス英語が最も多く使用されるが、ジャマイカ・クレオール語も書き言葉としておよそ100年間進化してきた。ジャマイカの作家のクロード・マッケイ (Claude McKay) は、彼のジャマイカ・クレオール語の本「Songs of Jamaica」を1912年に発行した。クレオール語と英語は、新しいインターネット上の文章の形式において文体上のコントラスト（二言語間の切り替え）のために頻繁に使用されている。また、フランス領マルティニーク（公用語：フランス語）とセントルシア（公用語：英語）の人々はパトワ語で意思疎通を図る。
英単語や派生語の使用が高いにもかかわらず、ジャマイカ語の発音と語彙は英語のそれとはかなり異なる。非カリブ海諸島の英語方言の母語話者は、大きくアクセントを付けたジャマイカ語の話者がゆっくり話した時や、ジャマイカ人に一般的な多数の熟語の使用を保留した時にしか理解できない。むしろジャマイカ・クレオール語は、アフリカの基礎言語とヨーロッパ言語を混合した彼らの共通の先祖のために、西アフリカのピジン英語やクレオール言語との類似性を表している。シエラレオネのクリオ語、ナイジェリア・ピジン英語、そしてジャマイカ・クレオール語などは、非常に異なったアクセントの障害の後ろに、実際に相互に通じる明瞭さが見られる。
これは、多くのジャマイカ語の単語は、様々なアフリカ言語に由来しており、その言語構文はほとんどが様々なアフリカ言語から得ている事実に由来している。例えば、名詞の複数形化は、数詞を前に置く(de five bud=the five birds) か、複数形の指示語、"dem" を後に置く(de bud dem=the birds)。同様に、動詞の時制は、時制の指示語を前に置いて使用することで指定される（mi swim, mi a go swim, mi beh~ swim, mi a fi swimなど）。

## 代名詞系
標準英語の代名詞系は、人称、単数形/複数形、性、主格/目的格の4種の識別がある。ジャマイカ・クレオール語の変種においては、性と主格/目的格の識別がないが、二人称の単数形と複数形には識別がある。
- I, me = mi
- you, you (単数形目的格) = yu
- he, him = im または i~ (下層方言変種における鼻音化)
- she, her = shi または i~ (下層方言変種における性識別の消滅と鼻音化)
- we, us = wi
- you, you (複数形目的格) = unu
- they, them = dem

所有格形容詞と所有格代名詞を作るには、単純に代名詞の前に"fi-"を加える。
- my, mine = fi-mi
- your, yours (thy, thine) = fi-yu
- his, his = fi-im (一音節として発音される)
- her, hers = fi-shi (下層方言変種としてfi-'ar や fi-im も見られる)
- our, ours = fi-wi
- your, yours = fi-unu (一音節でfunuと発音される)
- their, theirs = fi-dem

しばしば"fi-"は名詞の前に使用され、標準英語の"'s"に代わって所有を指示する。
- a fi-Anne daag dat = that is Anne's dog.

## 語彙
ジャマイカ・クレオール語には多くの借用語が含まれる。主に英語から来ているものが多い(*ooman" = "woman"、"bwoy" = "boy"、"gyal" = "girl"など)が、スペイン語、ポルトガル語、ヒンディー語、トリニダード語、そしてアフリカの言語からも借用している。アフリカ言語からの例として、「幽霊」を意味する"duppy"は、トウィ語の単語"adope"に由来する。同じくトウィ語からの単語"obeah"は、アフリカの魔術師や魔術を意味する。西アフリカ言語から得られた"seh"は英語での接続詞としての"that"を意味する ("he told me that～" = "im tel mi seh～")。代名詞の"unu"は、英語の"you"の複数形、「あなたたち」を意味するイボ語からの単語である。
ヒンディー語からの単語には "nuh"（否定形の指示語）、"ganja"（マリファナ）、"janga"（ザリガニ）などがある。"Pickney"または"pickiney"は「子供」を意味し、元々の形の"piccaninny"は、「小さい」を意味するポルトガル語の"pequeno"またはスペイン語の"pequeño"から借用している。
また、"ackee"、"callaloo"、"guinep"、"bammy"、"roti"、"dal"、"kamranga"など、料理や食品を指し示す多くの単語がある。
ジャマイカ・クレオール語は下品な言葉も豊富にある。その最たるものの一つは"bloodclaat"があり、生理用ナプキンを意味している。"claat"は英語のclot（血栓、血の固まり）、またはcloth（布）に由来し、関連した形に、raasclaat、bomboclaat、pussiclaatなどがある。いずれも他人を侮蔑する際や強い驚きを表現する際に使用される。ゲイの男はよく "batty bwoy"として示されるが、これは英語の"butt"からの変種である。

## テンス・アスペクト助詞
ジャマイカ・クレオール語のテンス・アスペクト体系は、英語のそれとは根本的に異なる。過去時制を表す英語の"-ed"、”-t”に相当する形態が存在しない。動詞の前に置く不変化詞の”en”と"a"のふたつが存在し、これらは動詞ではない。
"en"は「時制指示語」と呼ばれ、"a"は「アスペクト助詞」と呼ばれる。"(a)go"は未来の時制を指示する。
- Mi run
  - I run（習慣的に）; I ran（現在形/過去形）
- Mi a run または Mi deh run
  - I am running（現在進行形）
- A run mi dida run または A run mi ben/(w)en a run
  - I was running（過去進行形）
- Mi did run または Mi beh~/(w)en run
  - I have run; I had run（完了形）
- Mi a go run
  - I am going to run; I will run（未来形）

## 連結詞の使用
- ジャマイカ・クレオール語の等価動詞（be動詞）も"a"である。
  - 例: Mi a di teecha (I am the teacher)
- ジャマイカ・クレオール語は、独立した所格動詞"deh"を持つ。
  - 例: Wi deh a London または wi deh ina London (We are in London)
- ジャマイカ・クレオール語では、性質形容詞には等価動詞は必要がない。形容詞は動詞の特別格とされる。
  - 例: Mi tyad now (I am tired now)

## 否定
- 否定詞"no"は前に置かれる。
  - Wi no deh inna London (We are not in London)
  - Mi naah (no +a) run (I’m not running)
- 'neba’ または ‘neva’ は過去形のみに使用される。しかし、英語と同様にも使用される。例: I never eat fish - mi neba niam fish.
  - Mi neba knuow dat (I didn’t know that)
  - Nobaddy neva siim (si+im) (Nobody saw him)

## 音韻論
ジャマイカ・クレオール語の特性は、/ɒ/（イギリス英語の"got"）がなくなり、アメリカ英語と同様に/ɑː/に変化している。2つの口蓋破裂音、/kʲ/と/ɡʲ/が発達している。これらは英語の口蓋音の/k/と/ɡ/から借用した。アフリカの影響により、/kʲ/と/ɡʲ/の音素は現在も残っている。さらに、ジャマイカ・クレオール語には/θ/の音（標準英語の"thing"）がなく、/t/音に転化される。
その他の多くのジャマイカ・クレオール語の特徴は以下の通り。
- /v/音は /b/音で発音される。
- /h/で始まる単語は、多くの方言で省略される（Have は 'aveになる）が、母音で始まる単語にはhが加えられる場合もある（"eye"が "hi"、またはyeyeと発音されるなど）。
- 母音間の /t/ は /k/に変化する。little = likkle, bottle = bokkle, battle = bakkle, settle = sekkle
- 母音間の /d/ は /g/に変化する。middle = miggle
- たまに音位転移も見られる。 film = flim, crispy = cripsy, ask = aks
- 頭文字/s/の単語の欠失。 'pit=spit, 'pen'=spend, 'tumok/'tomok=stomach
- /er/音は/a/音で発音される。wata=water, gangsta=gangstar

## 用例
- That man was swimming
  - Da man de did a swim.
- Three men swam.
  - Tree man did a swim.
- I do not like what you are saying about your girlfriend.
  - Mi nuh like wah yu a seh bout yu gyal.
- I did not say anything about you.
  - Mi neva seh nuttn bout yu.
- The children are making too much noise.
  - Di pickney, dem a mek too much nize.
- Where are you going?
  - Weh yu a go?
- What are you doing?
  - Weh yu a du?
- Those boys are hungry, you should give them something to eat.
  - Dem de bwoy, dem belly a yawn, yu a fi gi dem sintin fi heat.
- Nyam - 動詞「食べる」 例: "Mi a go nyam" (I'm going to eat)
- Pickney - 名詞「子供」または「子供たち」 例: "Ey pickney, wha you name?" (Hey, child, what is your name?)